# Gyula Vincze
Gyula Vincze (ur. 27 stycznia 1914 w Budapeszcie, zm. 4 lutego 2002) – węgierski zapaśnik walczący w stylu klasycznym. Olimpijczyk z Berlina 1936, gdzie zajął jedenaste miejsce w wadze półśredniej.

## Letnie Igrzyska Olimpijskie 1936
| Konkurencja | Eliminacje            | Eliminacje            | Klas. końcowa |
| Konkurencja | Przeciwnik I          | Przeciwnik II         | Miejsce       |
| ----------- | --------------------- | --------------------- | ------------- |
| 72 kg       | Eino Virtanen (FIN) P | Edgar Puusepp (EST) P | 7.            |